# TORQUE G01
TORQUE G01（トルク ジーゼロワン(ゼロイチ)）は、京セラによって日本国内向けに開発された、auブランドを展開するKDDIおよび沖縄セルラー電話の第3/3.5世代移動通信システム（au 3G(旧・CDMA 1X WIN)）、および第3.9世代移動通信システム（au 4G LTE）対応スマートフォンである。製造型番はKYY24（ケーワイワイ ニーヨン）。

## 概要
京セラが海外で展開するタフネススマートフォンブランド「TORQUE」では初となる日本国内個人向け向けモデルで、MIL-STD-810G準拠の防水性能・防塵性能・耐衝撃性能・耐振動性能・耐日射性能・防湿性能・温度耐久性能・低圧対応性能・塩水耐久性能を備えている。またカシオ計算機から販売されているG-SHOCKシリーズとの連携が可能になっているほか、本機と共に同時発表された同じ京セラ製のスマートフォンであるURBANO L03（KYY23）同様、落下に強く割れにくい旭硝子（現・AGC）製の新素材強化ガラス「Dragontrail X」を用いた液晶パネルが採用される。
なお、ワンセグ・フルセグ・赤外線通信・WiMAX2+には対応しておらず、キャリアアグリゲーション（carrier aggregation（LTE-Advanced）)の利用は不可となっている。ただしワンセグTVチューナーA（別売）とWi-Fi接続することでワンセグの視聴が可能となっている。
キャッチコピーは「最強、現る。」。

## 沿革
- 2014年（平成26年）5月8日 - KDDI、および京セラより公式発表。
- 2014年7月25日 - 全国にて一斉発売開始。当初は8月上旬の発売予定だったが、諸般の事情により発売予定日が前倒しとなった。
- 2022年（令和4年）3月31日 - 同キャリアの3Gサービスの完全終了・停波により音声通話が利用不可となり、それ以後は4Gサービスによるデータ通信のみの利用となる。

## 主な機能
※PC向けWebブラウザが標準装備されている。携帯向けサイト(EZWeb)は他のスマートフォンやPCと同じく閲覧不可。
| 主な機能・対応サービス                                                  | 主な機能・対応サービス                                                        | 主な機能・対応サービス                  | 主な機能・対応サービス         |
| ----------------------------------------------------------------------- | ----------------------------------------------------------------------------- | --------------------------------------- | ------------------------------ |
| auウィジェット Webブラウザ                                              | LISMO! for Android LISMO WAVE ハイレゾ音源再生プレイヤー （最大192kHz/24bit） | おサイフケータイ NFC おくだけ充電（Qi） | ワンセグ フルセグ DLNA/DTCP-IP |
| au one メール PCメール Gmail EZwebメール                                | デコレーションメール デコレーションアニメ                                     | Friends Note                            | PCドキュメント                 |
| au Smart Sports Run & Walk Karada Manager ゴルフ(web版) Fitness、歩数計 | GPS 方位計                                                                    | au oneナビウォーク au one助手席ナビ     | au one ニュースEX au one GREE  |
| かんたんメニュー じぶん銀行                                             | 緊急速報メール                                                                | Bluetooth                               | 無線LAN機能 (Wi-Fi)            |
| 赤外線通信                                                              | WIN HIGH SPEED au 4G LTE WiMAX2+                                              | グローバルパスポート                    | auフェムトセル                 |
| microSD microSDHC                                                       | モーションセンサー(6軸)                                                       | 防水 防塵                               | 簡易留守録 着信拒否設定        |

## アップデート・不具合など
2014年8月7日のアップデート
- 電源が入らない場合がある不具合の修正

## その他
「run for money 逃走中」と「battle for money 戦闘中」で過去利用されていた。